# 无用之用
无用之用，这是庄子哲学中的一个重要观点和命题，它出自《庄子·人间世》一章，庄子借用了一棵大树的例子来说明无用之用的道理。这棵大树生长了几千年，却因为不成材而被人们放弃，最终却免于被伐倒的命运。庄子认为，这正是因为它没有被利用的价值，才得以保全性命。具体原文为“山木自寇也，膏火自煎也。桂可食，故伐之；漆可用，故割之。人皆知有用之用，而莫知无用之用也。” 该观点主要表达的是，人们只重视实用价值的东西往往忽视了其潜在的更大的价值，而那些“无用”的东西却可能具有超越实用的内在价值。因此，“无用之用”指的是那些看上去没有用处的东西，但如果运用得当，它们却能发挥出意想不到的作用。

## 其他类似思想
老子《道德经》中的观念：老子认为，有些东西虽然看似无用，但在特定的情况下却可以发挥极大的作用。他举了一个车轮和车轴的例子，说明有时候空心的车轮才能够转动，而实心的车轮则无法转动。
莫琳希凯在自传中的经历：莫琳希凯在自传中提到了她学习文学和法国新浪潮电影的经历，她发现自己学习的文学专业并不能直接带来就业机会，但是这些知识却能够让她更好地理解这个世界，从而更好地适应社会。
阿兰德波顿在《旅行的艺术》中的阐述：阿兰德波顿在《旅行的艺术》中谈到了旅行的意义，他认为旅行不仅仅是为了见识风景和体验文化，更重要的是要从旅行中获得启示和领悟。他举了一个旅行者和当地人交流的例子，说明真正的了解和体验需要通过与当地人的交流和互动才能实现。
卡尔维诺在《为什么读经典》中的论述：他认为经典作品虽然看似无用，但是它们可以让我们拥有更深刻的思考和更广阔的视野。他还谈到了读书对于培养语言能力和审美素养的作用，强调了读书对于人文素质和文化传承的重要性。
总之，“无用之用”是一种智慧和境界，它强调了在尽可能发挥有用之用的同时，要懂得无用之用，以此来实现人生的平衡和幸福。

## 评价
王先谦认为，“人间世，谓当世也。事暴君，处汙世，出与人接，无争其名，而晦其德，此善全之道”。
李泽厚先生认为:“ 庄子尽管避弃现世，却并不否定生命，而毋宁对自然生 命抱着珍贵爱惜的态度，这使他的泛神论的哲学思想和对待人 生的审美态度充满了感情和光辉”。
赖怡静认为：”庄子的“无用之用”充满了辩证的智慧，表现了生活中有用和无用的辩证关系。有用和无用，有时是互为因果，相生互变的，在一定的情况下，无用可以转化为有用，有用亦可以转化为 无用。“无用之用”的学说，蕴含着丰富的哲理和智慧。它是保持人格独立、追求人生自由的理论，也是超越世俗，达到人生高远境界的学说。发掘其思想的积极意义，努力把庄子的智慧溶进现代生活，发挥“大用”之“用”以提高现代人的精神境界，乃有 其传统文化研究的现实意义。”